# Rescue Me (OneRepublic)
Rescue Me is een nummer van de Amerikaanse band One Republic uit 2019. Het is de eerste single van hun vijfde studioalbum Human.
Het nummer flopte in Amerika, maar werd in Canada, Europa en Oceanië wel een bescheiden hitje. In de Nederlandse Top 40 werd een bescheiden 33e positie gehaald, terwijl het in de Vlaamse Ultratop 50 de 27e positie bemachtigde.